# Megalodon Rising – Dieses Mal kommt er nicht allein
Megalodon Rising – Dieses Mal kommt er nicht allein (Originaltitel Megalodon Rising) ist ein US-amerikanischer Tierhorrorfilm aus dem Jahr 2021 von Brian Nowak. In der Hauptrolle ist Tom Sizemore zu sehen. Der Film wurde von The Asylum produziert. Es handelt sich um die Fortsetzung von Megalodon – Die Bestie aus der Tiefe aus dem Jahr 2018. 2023 wurde die Reihe mit Megalodon: The Frenzy fortgesetzt.

## Handlung
Ein chinesisches Kampfschiff ist in US-amerikanische Hoheitsgewässer eingedrungen. Während sie an einen chinesischen Satelliten vertrauliche Informationen der US-amerikanischen Regierung schicken, wird das Schiff von einem Megalodon angegriffen und versenkt. Wenige Seemeilen entfernt ist ein US-amerikanisches Kriegsschiff unter Führung von Emily Lynch auf dem Meer unterwegs. Lynch leidet persönlich, da ihre Schwester vor dem Kriegsgericht steht. Ihr wird vorgeworfen, ihr Kriegsschiff absichtlich versenkt zu haben. Ihre Erklärung, ein Megalodon wäre für den Untergang verantwortlich, wird als Lüge abgetan. Lediglich Commander Moore glaubt ihr die Geschichte und befindet sich daher in Arrest.
Auf dem Sonar bemerkt Tuan auf der Brücke das gesunkene Schiff der Chinesen. Sie registriert außerdem eine Überlebende. Tatsächlich konnte sich Dr. Lee in ein Rettungsboot retten und trieb wenige Tage auf dem Meer. Sie wird nun geborgen und in die Krankenabteilung von Dr. Ray gesteckt. Eine erste Befragung durch Lynch lehnt sie ab. Zurück auf der Brücke empfangen sie das Signal eines weiteren chinesischen Kriegsschiffes. Captain Ping fordert die Übergabe der Schiffbrüchigen, andernfalls würde man dies als kriegerischen Akt einordnen. Tuan, die etwas Mandarin spricht, fungiert als Dolmetscherin. Lynch lässt sich auf die Machtspiele der Chinesen nicht ein. Sie schickt Lieutenant Commander Ahearn in die Krankenabteilung des Schiffes, um den Zustand der Chinesin zu überprüfen. Als er wieder auf die Brücke kommt, lügt er, sie wäre immer noch bewusstlos, doch Dr. Ray deckt den wahren Gesundheitszustand auf, sodass Lynch zur Befragung ins Krankenzimmer eilt.
Vermeintliche Schüsse lassen sie aufgeschreckt erneut auf die Brücke eilen, sie kontaktiert den Verantwortlichen. Dieser versichert, dass nicht geschossen wurde. Tatsächlich wird das chinesische Kriegsschiff von drei Megalodons angegriffen. Die Chinesen können die Haie in die Flucht schlagen und fordern erneut die Übergabe von Dr. Lee an. Funker Wilco erhält eine Anfrage von Captain Ping zum Vier-Augen-Gespräch, das aber ebenfalls ergebnislos bleibt. Kurz darauf wird nun das US-amerikanische Kriegsschiff von den Haien attackiert. Dies überrascht Captain Ping, der dachte, die Amerikaner könnten die Haie kontrollieren. Währenddessen schafft es Samperio, einen der Haie zu töten, worauf dessen Artgenossen über den toten Hai herfallen. Dadurch schaffen es die Schiffe erstmal zu fliehen.
Lynch ist sich sicher, dass es sich um Megalodons handelt, und kontaktiert Commander Moore. Die Haie streben zwischenzeitlich ein neues Ziel an: einen Badestrand in San Diego. Commander Moore schickt Militär unter Führung Salles zur Verteidigung der Küste und alarmiert die dortige Küstenwache. Salles wird gefressen, während er den Strand gegen die Megalodons verteidigt. Dr. Lee und Wilco können durch das nachempfundene Satellitengeräusch die Haie vom Strand locken. Nun haben die Haie es wieder auf die Schiffe abgesehen und zerstören die chinesischen Kampfschiffe, Captain Ping hatte Verstärkung erhalten, der Reihe nach. Als die Crew des US-Schiffes die Rettungsinseln der Chinesen sieht, wird entschieden, diese zu bergen. Die Geschütztürme des Schiffs unter Führung von Samperio schaffen es derweil, einen zweiten Megalodon zu töten. Lynch schließt Frieden mit Captain Ping und gemeinsam mit der restlichen Crew töten sie den Hai mit Handfeuerwaffen. Wilco kommt dabei um.
Lynch hält eine Rede und teilt der Öffentlichkeit über die Angriffe der Haie und ein Bündnis mit den Chinesen mit. Nach ihrer Rede betritt sie das Büro von Commander Moore mit Lieutenant Commander Ahearn, sie beobachten auf dem Sonar zwei Objekte im Meer.

## Hintergrund

### Produktion
Aufgrund von Beschränkungen wegen der COVID-19-Pandemie spielen nur wenig Komparsen im Film mit. So werden zwei bis drei Soldaten entsendet, wenn von „Truppen“ die Rede ist. Als Hauptdarsteller wird Tom Sizemore geführt, der lediglich wenige Minuten in seinem Büro als Commander Moore zu sehen ist. Sowohl die Haie als auch viele Aufnahmen der Kriegsschiffe entstanden per CGI. Die weibliche Hauptrolle Captain Lynch, gespielt von Wynter Eddins, ist die Schwester von Kommandant Lynch aus dem Vorgänger, gespielt von Caroline Harris.

### Veröffentlichung
In Deutschland startete der Film am 19. November 2021 in den Videoverleih. Vertreiber sind Pearl Movies und daredo.

## Rezeption
„Einfallsarmer und durchweg hanebüchener Monstertrash vom Asylum-Studio, das ihr klägliches Konzept aus ‚Megalodon‘ mit Chinesen statt Russen variiert. Die Effekte sind nur in wenigen Szenen passabel, während fruchtlose Dialoge und absurde Kampfszenen die Langeweile befördern.“

„Dialoglastiger, routinierter, patriotischer Trash.“

Cinema bemängelt weniger die „schlecht getricksten Haie“, sondern prangert an, dass das „lahme Konfliktpotenzial der Charaktere“ im Mittelpunkt stünde.
Über die Darstellung der Haie urteilt Actionfreunde, dass man die Haie nur selten sieht, aber diese „gar nicht so schlecht“ aussehen würden, und die „Effekte sind durchaus ansehnlich“. Allerdings geht während Actionszenen viel der Qualität verloren, sodass ein „Pixelbrei“ entsteht. Über die Darstellung der Kriegsschiffe wird geurteilt, dass sie „wie aus einem PC-Simulator herausgeschnitten“ ausschauen. Sowohl die Dialoge zwischen den Charakteren als auch die deutsche Synchronisation werden zerrissen. Final wird geschrieben: „Die Story ist der totale Humbug, die Charaktere gehen einem weitgehend einfach nur auf die Eier und was die Megalodons da nun warum machen, weiß vermutlich nicht einmal das Drehbuch. Es fehlt an Spannung, an Tempo, an Desasterszenen und an wirklicher Action“.
Die Nacht der lebenden Texte befindet, dass sowohl die Megalodons als auch die Kriegsschiffe in der Totalansicht „mies getrickst“ sind. Die deutsche Synchronfassung wird mit als „schwer zu ertragen“ bewertet, ähnlich schlecht kommt der Filmsoundtrack weg.
Im Popcornmeter, der Zuschauerwertung auf Rotten Tomatoes, hat der Film bei weniger als 50 Abstimmungen eine Wertung von 14 %. In der Internet Movie Database hat der Film bei knapp 1000 Stimmabgaben eine Wertung von 2,1 von 10,0 möglichen Sternen (Stand: Juli 2025).